# Luisa Hesensko-Darmstadtská (1757–1830)
Luisa Hesensko-Darmstadtská (30. ledna 1757, Berlín – 14. října 1830) byla dcera Ludvika IX., lankraběte Hesensko-Darmstadtského, a jeho manželky Karolíny, hraběnky Falcko-Zweibrückenské. Vdala se za vévodu, později velkovévodu, sasko-výmarsko-eisenašského Karla Augusta. Byla též významnou osobou Výmarské klasiky a po bitvě u Jeny osobně vyjednávala s Napoleonem lepší podmínky pro Výmar a okolí.

## Život

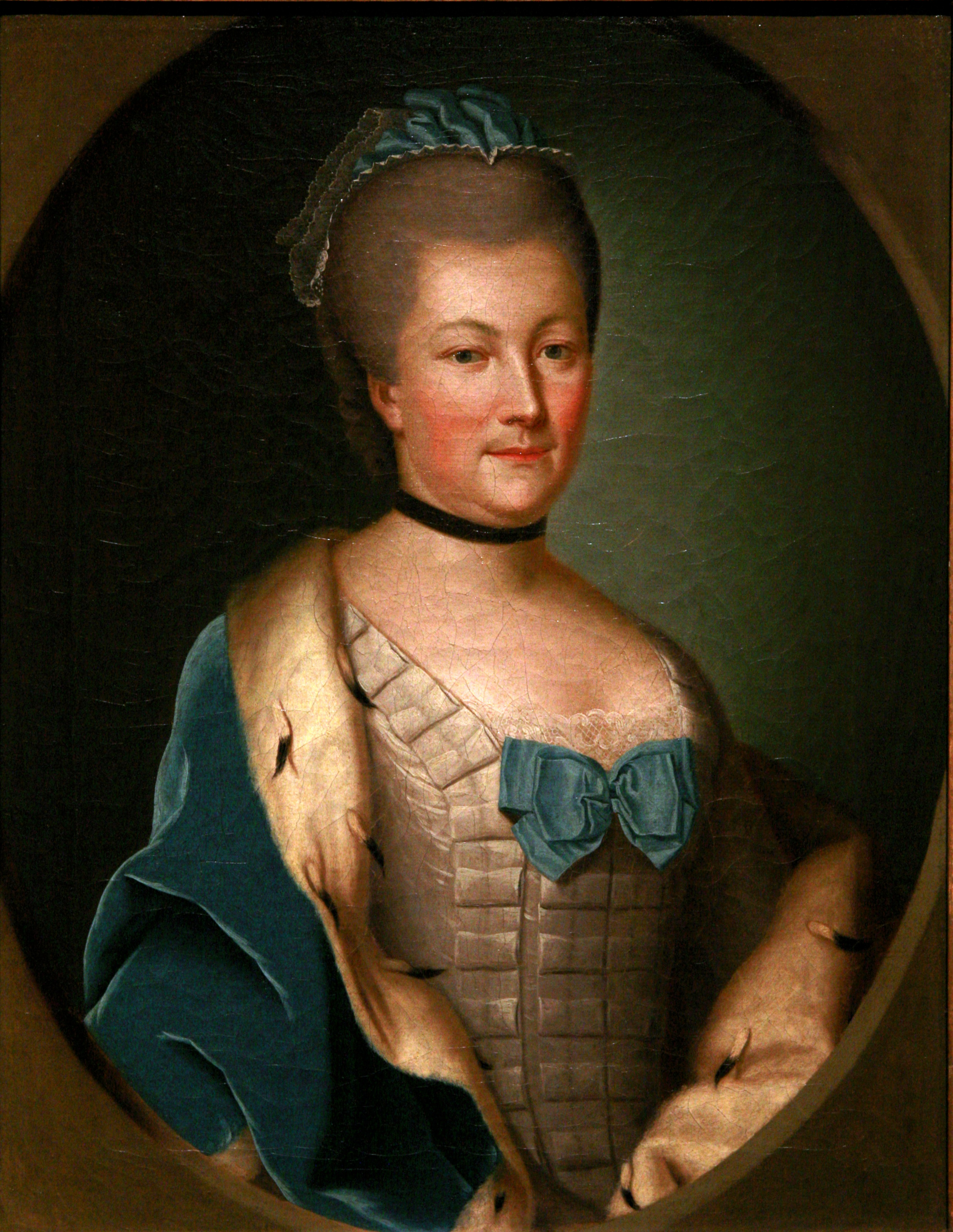
Luisina matka Karolína

### Mládí

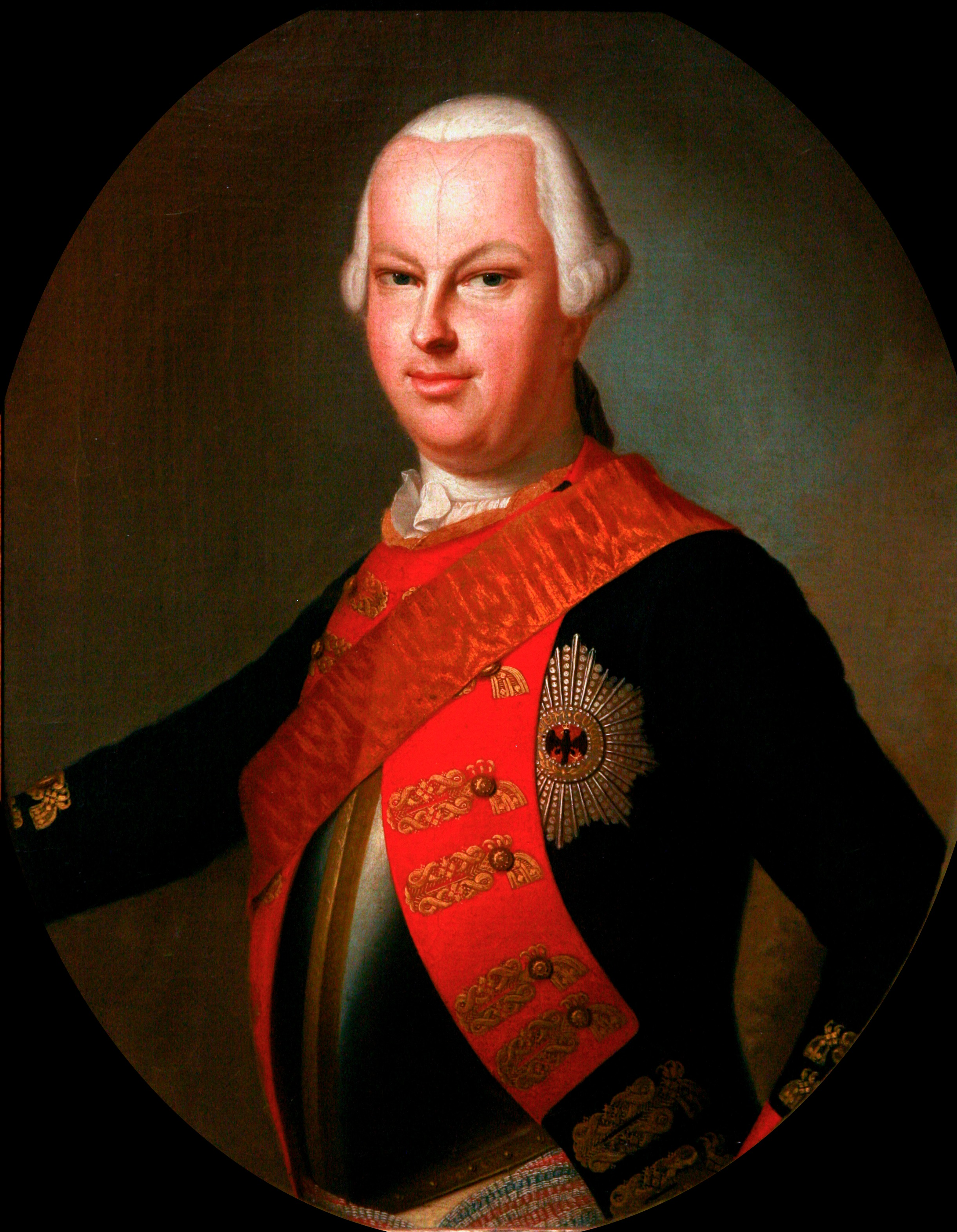
Ludvík IX., otec Luisy

Luisa Hesensko-Darmstadtská se narodila 30. ledna 1757 v Berlíně, kde její rodina, kvůli sedmileté válce, pobývala. Její otec Ludvík IX. působil v době jejího narození jako generál v pruské armádě. Protože byl tak daleko po větší část dětství Luisy, její výchova spočívala na jejich matce Karolíně. Podobně tomu bylo i u Luisiných sourozenců: nejstarší Karolíny, Bedřišky Luisy, Ludvíka, Amálie, Vilemíny Luisy a Kristiána. Karolína děti vychovávala v protestantském duchu a rozvíjela u Luisy především zájem pro četbu a hudbu. Též vedla výhodnou sňatkovou politiku, samotnou Luisu chtěla provdat za ruského cara Pavla I. Pavlova matka Kateřina ale v Luise neviděla vhodnou manželku pro svého syna a místo ní vybrala její starší sestru Vilemínu Luisu. Kateřinino odmítnutí Luisy navždy poznamenalo i vztah Luisy a Pavla.

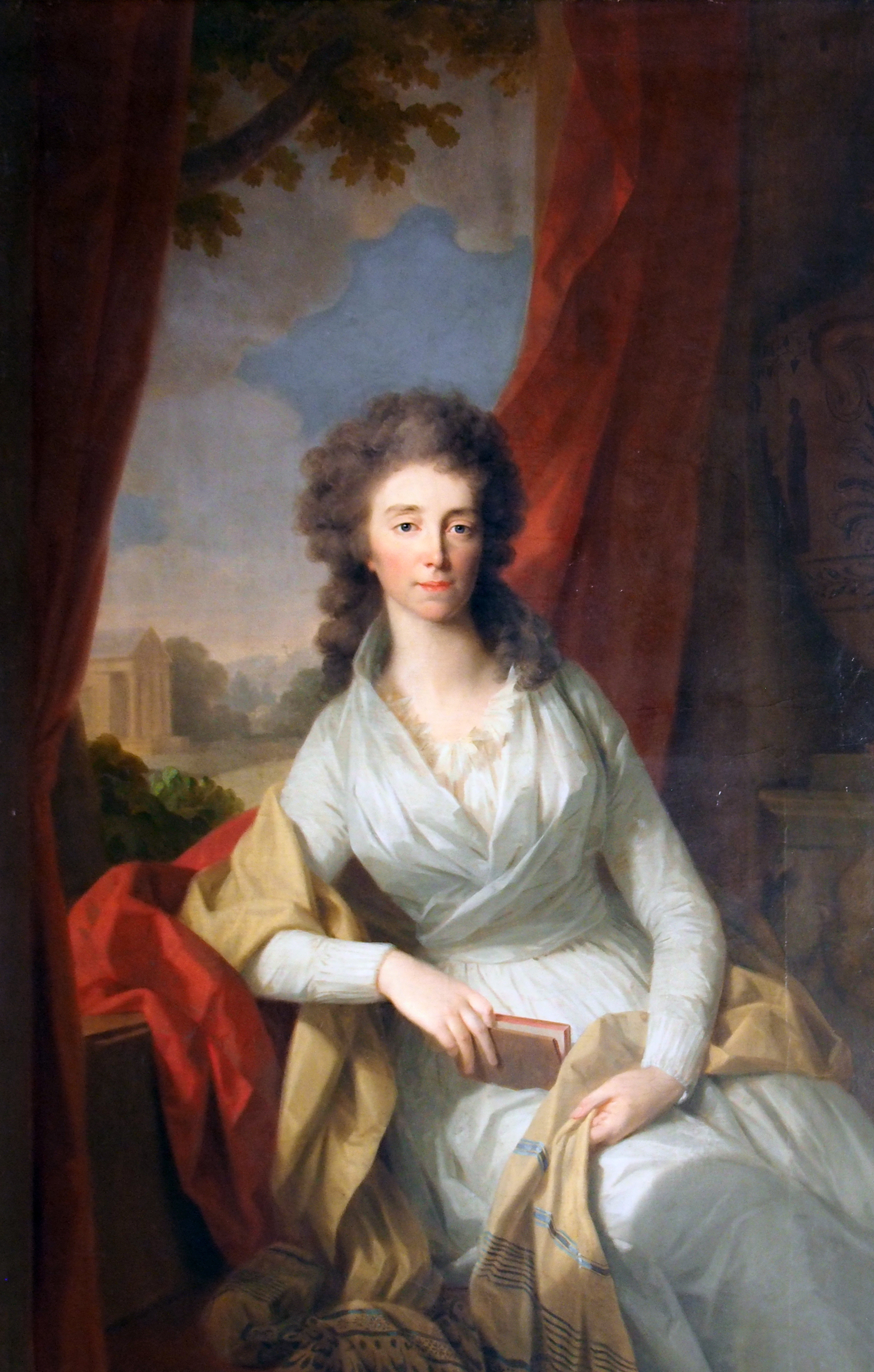

### Manželství
I přes prvotní odmítnutí, Luise byl brzy nalezen jiný nápadník a tak se ve věku osmnácti let zasnoubila s Karlem Augustem Sasko-Výmarsko-Eisenašským, synem Arnošta Augusta II. a jeho manželky Anny Amálie Brunšvicko-Wolfenbüttelské. Ke svatbě došlo 3. října 1775 na šlechtickém dvoře v Karlsruhe.
Manželství bylo čistě dynastické a, jak to v takových případech bývá, také nešťastné. Luisa byla známá svojí jemností a plachostí, měla problém zapadnout na novém dvoře mezi ostatní šlechtice a zůstávala ve stínu své tchyně Anny Amálie. Znala se s Johannem Wolfgangem von Goethem, který jí věnoval i několik veršů ve svých dílech, například verš „Jejíž pýcha je jen nevinnost.“ (Dont la fierté n'est qu'innocence) a další.
Po čtyřech letech se páru narodilo první dítě, avšak místo mužského dědice se narodila dcera. Tato dcera, Luisa Augusta Amálie navíc žila jen pět let. I další těhotenství přineslo "jen" dceru, která zemřela ihned po narození. Karel August navíc v té době odjel do tažení. Svoji manželku veřejně ztrapňoval, už tím, že veřejně udržoval poměr s Karoline Jagemannovou. Roku 1783, třináct let po svatbě, se narodil vytoužený dědic Karel Fridrich. Po něm ještě následovaly další čtyři děti, avšak jen dvě, dcera a syn, se dožili dospělosti. Po narození syna Bernharda byl účel manželství naplněn a manželé se ještě více odcizili.

### Napoleonské války
14. října 1806 proběhla bitva u Jeny, kde sasko-pruská vojska prohrála s Napoleonem a tak bylo celé Německo odevzdáno pod křídla Francouzů. Tato porážka také urychlila pád Svaté říše římské. Brzy po vítězství se Francouzi přesunuli k Výmaru, kde žila Luisa i s rodinou. Zbytek šlechtické rodiny uprchl do exilu nebo táhl s pruskou armádou a Luisa byla jediná, kdo zůstal ve Výmaru. Proto se jí též říkalo „matka“ nebo „ochránkyně národ“. Dva dny po bitvě se setkala s Napoleonem. Tvrdila, že její manžel odešel z pruské armády a vyžadovala, aby byl Výmar a okolí uštědřeno od drancování. Nicméně, drancování se oblast nakonec nevyhnula. Ona se ale inspirovala Luisou Pruskou a chytře zabránila tomu, aby Výmar skončil tak hrozně, jako například univerzitní město Jena. Drancování zem přežila bez větších ztrát a později se vyhla i dalším nepříjemnostem. V té době byla Luisa brána jako hlava země namísto svého manžela.
Jako politička byla velmi schopná a na Vídeňském kongresu společně s manželem zajistila, aby Výmaru zůstaly všechny dosavadní pozemky a naopak bylo dosavadní vévodství povýšeno na velkovévodství.
Zemřela ve věku třiasedmdesáti let 14. února 1830.

## Potomci
Z nešťastného manželství s Karle Augustem vzešlo celkem sedm dětí, avšak pouze tři, dva synové a dcera, se dožili dospělosti.
- 1. Luisa Augusta Amálie (3. 2. 1779 Výmar – 24. 3. 1784 tamtéž)[2]
- 2. Nepojmenovaná dcera (*/† 10. 9. 1781 Výmar)[3]
- 3. Karel Fridrich (2. 2. 1783 Výmar – 8. 7. 1853 tamtéž), sasko-výmarsko-eisenašský velkovévoda od roku 1828 až do své smrti[4]
⚭ 1804 Marie Pavlovna Ruská (16. 2. 1786 Petrohrad – 23. 6. 1859 Výmar), rodem ruská velkokněžna[5]
- 4. Nepojmenovaný syn (*/† 26. 2. 1785 Výmar)[6]
- 5. Karolína Luisa (18. 7. 1786 Výmar – 20. 1. 1816 Ludwigslust)[7]
⚭ 1810 Fridrich Ludvík Meklenbursko-Zvěřínský (13. 6. 1778 Ludwigslust – 29. 11. 1819 tamtéž), dědičný princ meklenbursko-zvěřínského velkovévodství[8]
- 6. Nepojmenovaný syn (*/† 13. 4. 1789 Výmar)[9]
- 7. Karel Bernhard (30. 5. 1792 Výmar – 31. 7. 1862 Bad Liebenstein), generál v nizozemských službách[10]
⚭ 1816 Ida Sasko-Meiningenská (25. 6. 1794 Meiningen – 4. 4. 1852 Výmar)[11]

## Vývod z předků
|                             |                                           |  |                                  |                                                      |  |  |  |  |  |  |  | Ludvík VI. Hesensko-Darmstadtský |
|                             |                                           |  |                                  |                                                      |  |  |  |  |  |  |  |                                  |
|                             | Arnošt Ludvík Hesensko-Darmstadtský       |  |                                  |                                                      |  |  |  |  |  |  |  |                                  |
|                             |                                           |  |                                  |                                                      |  |  |  |  |  |  |  |                                  |
|                             |                                           |  |                                  | Alžběta Dorotea Sasko-Gothajsko-Altenburská          |  |  |  |  |  |  |  |                                  |
|                             |                                           |  |                                  |                                                      |  |  |  |  |  |  |  |                                  |
|                             | Ludvík VIII. Hesensko-Darmstadtský        |  |                                  |                                                      |  |  |  |  |  |  |  |                                  |
|                             |                                           |  |                                  |                                                      |  |  |  |  |  |  |  |                                  |
|                             |                                           |  |                                  | Albrecht II. Braniborsko-Ansbašský                   |  |  |  |  |  |  |  |                                  |
|                             |                                           |  |                                  |                                                      |  |  |  |  |  |  |  |                                  |
|                             | Dorotea Šarlota Braniborsko-Ansbašská     |  |                                  |                                                      |  |  |  |  |  |  |  |                                  |
|                             |                                           |  |                                  |                                                      |  |  |  |  |  |  |  |                                  |
|                             |                                           |  |                                  | Žofie Markéta z Oettingen-Oettingenu                 |  |  |  |  |  |  |  |                                  |
|                             |                                           |  |                                  |                                                      |  |  |  |  |  |  |  |                                  |
|                             | Ludvík IX. Hesensko-Darmstadtský          |  |                                  |                                                      |  |  |  |  |  |  |  |                                  |
|                             |                                           |  |                                  |                                                      |  |  |  |  |  |  |  |                                  |
|                             |                                           |  |                                  | Jan Reinhard II. Hanavsko-Lichtenberský              |  |  |  |  |  |  |  |                                  |
|                             |                                           |  |                                  |                                                      |  |  |  |  |  |  |  |                                  |
|                             | Jan Reinhard III. Hanavsko-Lichtenberský  |  |                                  |                                                      |  |  |  |  |  |  |  |                                  |
|                             |                                           |  |                                  |                                                      |  |  |  |  |  |  |  |                                  |
|                             |                                           |  |                                  | Anna Magdalena Falcko-Birkenfeldsko-Bischweilerská   |  |  |  |  |  |  |  |                                  |
|                             |                                           |  |                                  |                                                      |  |  |  |  |  |  |  |                                  |
|                             | Šarlota z Hanau-Lichtenbergu              |  |                                  |                                                      |  |  |  |  |  |  |  |                                  |
|                             |                                           |  |                                  |                                                      |  |  |  |  |  |  |  |                                  |
|                             |                                           |  |                                  | Jan Fridrich Braniborsko-Ansbašský                   |  |  |  |  |  |  |  |                                  |
|                             |                                           |  |                                  |                                                      |  |  |  |  |  |  |  |                                  |
|                             | Dorotea Frederika Braniborsko-Ansbašská   |  |                                  |                                                      |  |  |  |  |  |  |  |                                  |
|                             |                                           |  |                                  |                                                      |  |  |  |  |  |  |  |                                  |
|                             |                                           |  |                                  | Johana Ažběta Bádensko-Durlašská                     |  |  |  |  |  |  |  |                                  |
|                             |                                           |  |                                  |                                                      |  |  |  |  |  |  |  |                                  |
| Luisa Hesensko-Darmstadtská |                                           |  |                                  |                                                      |  |  |  |  |  |  |  |                                  |
|                             |                                           |  |                                  |                                                      |  |  |  |  |  |  |  |                                  |
|                             |                                           |  | Kristián I. Falcko-Birkenfeldský |                                                      |  |  |  |  |  |  |  |                                  |
|                             |                                           |  |                                  |                                                      |  |  |  |  |  |  |  |                                  |
|                             | Kristián II. Falcko-Zweibrückenský        |  |                                  |                                                      |  |  |  |  |  |  |  |                                  |
|                             |                                           |  |                                  |                                                      |  |  |  |  |  |  |  |                                  |
|                             |                                           |  |                                  | Magdalena Kateřina Falcko-Zweibrückenská             |  |  |  |  |  |  |  |                                  |
|                             |                                           |  |                                  |                                                      |  |  |  |  |  |  |  |                                  |
|                             | Kristián III. Falcko-Zweibrückenský       |  |                                  |                                                      |  |  |  |  |  |  |  |                                  |
|                             |                                           |  |                                  |                                                      |  |  |  |  |  |  |  |                                  |
|                             |                                           |  |                                  | Joan Jaume de Rappolstein                            |  |  |  |  |  |  |  |                                  |
|                             |                                           |  |                                  |                                                      |  |  |  |  |  |  |  |                                  |
|                             | Kateřina Agáta Rappoltsteinská            |  |                                  |                                                      |  |  |  |  |  |  |  |                                  |
|                             |                                           |  |                                  |                                                      |  |  |  |  |  |  |  |                                  |
|                             |                                           |  |                                  | Anna Klaudina z Rappoltsteinu                        |  |  |  |  |  |  |  |                                  |
|                             |                                           |  |                                  |                                                      |  |  |  |  |  |  |  |                                  |
|                             | Karolína Falcko-Zweibrückenská            |  |                                  |                                                      |  |  |  |  |  |  |  |                                  |
|                             |                                           |  |                                  |                                                      |  |  |  |  |  |  |  |                                  |
|                             |                                           |  |                                  | Gustav Adolf Nasavsko-Saarbrückenský                 |  |  |  |  |  |  |  |                                  |
|                             |                                           |  |                                  |                                                      |  |  |  |  |  |  |  |                                  |
|                             | Ludvík Kraft Nasavsko-Saarbrückenský      |  |                                  |                                                      |  |  |  |  |  |  |  |                                  |
|                             |                                           |  |                                  |                                                      |  |  |  |  |  |  |  |                                  |
|                             |                                           |  |                                  | Eleonora Klára z Hohenlohe-Neuensteinu               |  |  |  |  |  |  |  |                                  |
|                             |                                           |  |                                  |                                                      |  |  |  |  |  |  |  |                                  |
|                             | Karolína Nasavsko-Saarbrückenská          |  |                                  |                                                      |  |  |  |  |  |  |  |                                  |
|                             |                                           |  |                                  |                                                      |  |  |  |  |  |  |  |                                  |
|                             |                                           |  |                                  | Jindřich Bedřich z Hohenlohe-Langenburgu a Gleichenu |  |  |  |  |  |  |  |                                  |
|                             |                                           |  |                                  |                                                      |  |  |  |  |  |  |  |                                  |
|                             | Filipína Henrieta z Hohenlohe-Langenburgu |  |                                  |                                                      |  |  |  |  |  |  |  |                                  |
|                             |                                           |  |                                  |                                                      |  |  |  |  |  |  |  |                                  |
|                             |                                           |  |                                  | Juliana Dorotea z Castell-Remlingenu                 |  |  |  |  |  |  |  |                                  |
|                             |                                           |  |                                  |                                                      |  |  |  |  |  |  |  |                                  |